# Nautilus (tàu ngầm)

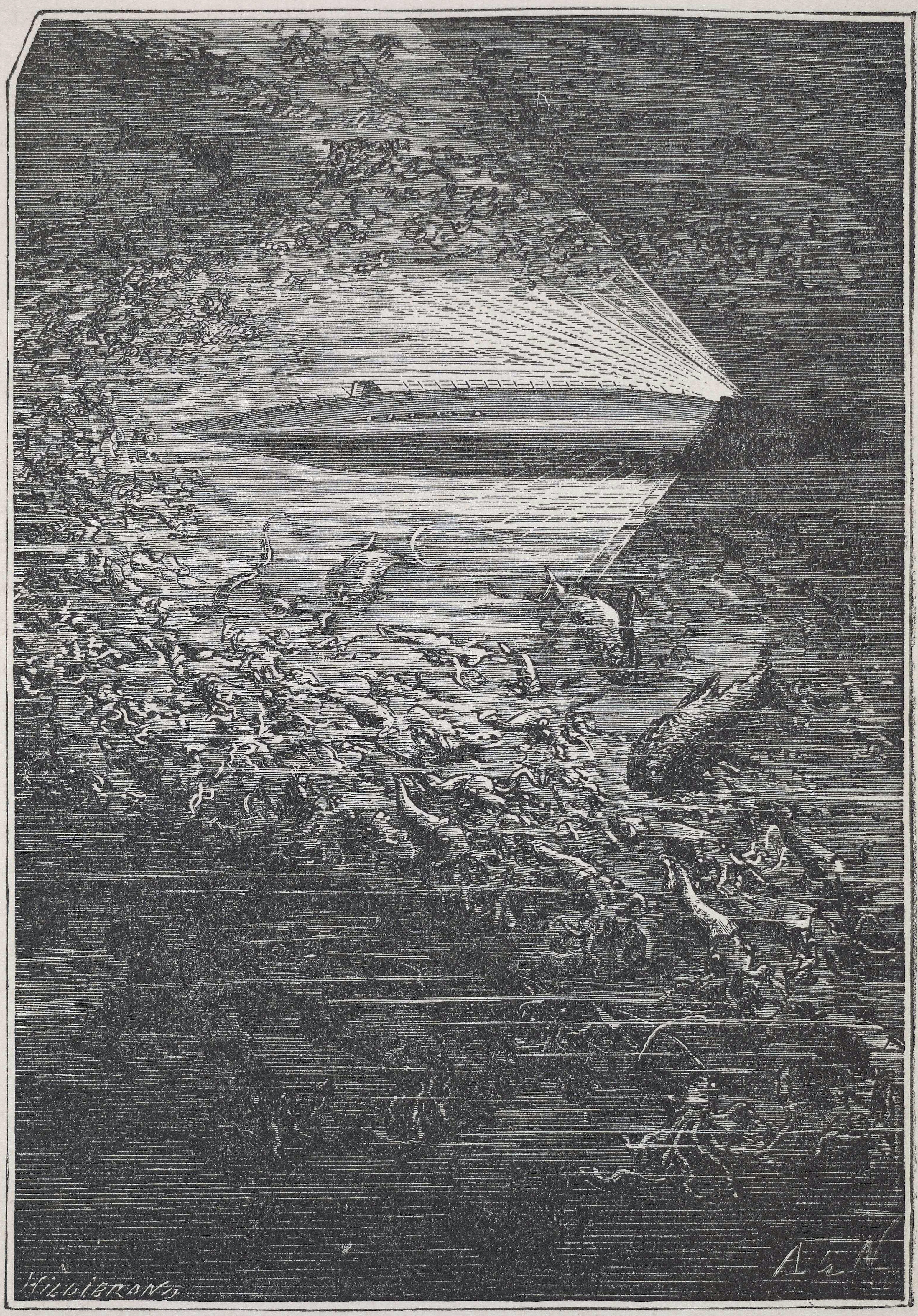
Nautilus.

Nautilus là một tàu ngầm hư cấu có thuyền trưởng là Nemo trong các tiểu thuyết của nhà văn Jules Verne Hai vạn dặm dưới biển và Hòn đảo bí mật (1874). Verne đã đặt tên Nautilus theo tàu ngầm Nautilus (1800) có thật của Robert Fulton. Ba năm trước khi viết cuốn tiểu thuyết của mình, Jules Verne cũng nghiên cứu một mô hình tàu ngầm Hải quân Pháp mới được phát triển] Plongeur tại 1867 Exposition Universelle 1867, mà đã truyền cảm hứng cho ông trong việc xác định Nautilus.. "Nautilus" trở thành hiện thân của tiến bộ kỹ thuật, và tên gọi này đã trở thành phổ biến nhất trong số các tàu ngầm. Bởi vì ông, J. Verne đã được biết đến như là "cha của tàu ngầm". Để vinh danh "Nautilus" được dùng để đặt tên nhiều thiết bị điện tử, máy tính, tàu không gian, nhà hàng, khách sạn, ban nhạc rock, câu lạc bộ thể thao..

## Mô tả

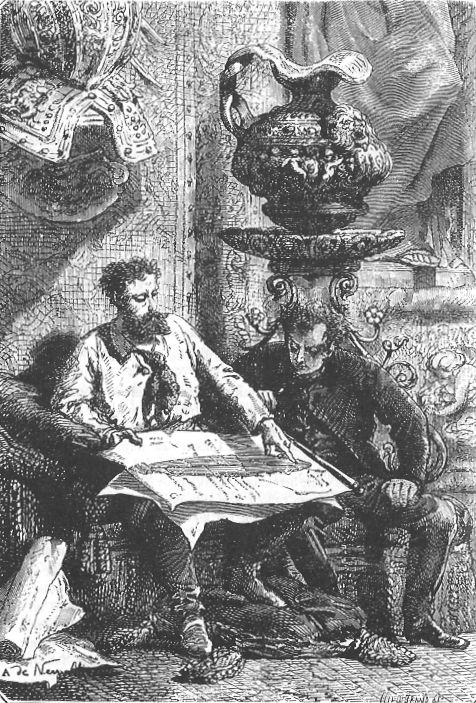
Thuyền trưởng Nemo giải thích cách ông chế tạo chiếc Nautilus, một hình ảnh trong "Hai vạn dặm dưới đáy biển" (1866-69) của Jules Verne do George Roux vẽ.

Trong Hai vạn dặm dưới biển, so với Nautilus thì các tàu ngầm hiện đại của chúng ta gần như không thua kém gì, chỉ có vận tốc là chưa sánh bằng. Tàu Nautilus có thể lặn sâu cả ngàn mét, điều đó mới chỉ có các tàu thám hiểm hiện đại nhất mới có thể chứ tàu ngầm bình thường vẫn chưa làm được vì nếu lặn sâu quá 600m thì áp lực nước sẽ ép vỡ vỏ tàu. Kì lạ hơn, các thiết bị trên tàu Nautilus đều được điều khiển bằng điện, một công nghệ vẫn chưa được phổ biến lúc bấy giờ.
Thuyền trưởng Nemo đã dùng tàu Nautilus để chu du khắp nơi sau khi vì một mối hận với sự phát triển các cuộc chiến tranh vũ trang đã khiến cho cả thể giới phải chịu nhiều đau khổ và chính Nemo cũng phải chịu sự đau khổ đấy để rồi ngài thuyền trưởng cùng với những người bạn cùng là nô lệ đã trốn chạy tới 1 hòn đảo mà không có trên bản đồ lúc đó với mục đích là cắt đứt mọi quan hệ với mặt đất. Trên tàu của Nemo có rất nhiều những bộ sưu tập vô giá và chính Nautilus cũng là một báu vật, một kỳ quan của công nghệ.
Người tin tưởng Nautilus nhất chính là Nemo vì chính ông ấy là người thiết kế, chế tạo và là thuyền trưởng của tàu Nautilus. Giáo sư Aronnax, Consail và Ned Land lên tàu Nautilus trong một hoàn cảnh bất đắc dĩ: tàu Nautilus bị tưởng nhầm là một con cá thiết kình và bị truy lùng, tàu Lincoln của hạm đội Mĩ được cử đi để bắt và mời giáo sư Aronnax, Consail và Ned Land đi cùng, khi Ned Land tấn công thì tàu Nautilus phản công và khiến Aronnax, Consail và Ned Land rơi xuống biển và Nemo đã dón tiếp các vị khách bất đắc dĩ này.

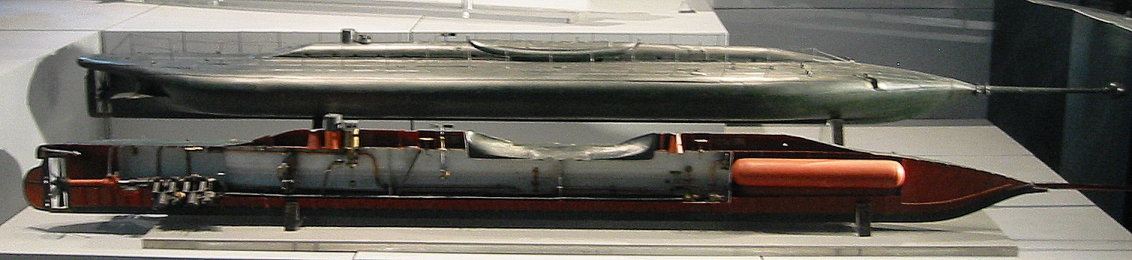
Mô hình tàu ngầm Plongeur

Ở chương 21, tàu Nautilus đã nhấn chìm một chiến hạm tấn công nó xuống đáy biển trong chớp mắt, điều đó chứng tỏ sức mạnh đáng sợ của con tàu. Về kích thước thì con tàu quả là to lớn, có rất nhiều bản vẽ về nó, có bản thì mô tả nó như là một con ốc anh vũ, có bản thì mô tả nó như là một con cá thiết kình như tác giả đã mô tả. Các máy bơm trên tàu có thể thắng được áp lực nước ở chỗ sâu nhất để bơm nước ra ngoài. Các máy nén trên tàu có thể nén khí trong các bình đặc biệt đủ cho người lặn dùng được 10 tới 11 giờ. Suy cho cùng thì Nautilus cũng là một sản phẩm tưởng tượng tuyệt vời của tác giả Jules Verne.
Cuối truyện, nhóm người giáo sư Aronnax, Consail và Ned Land trốn thoát khỏi tàu Nautilus nhưng nó đã lạc vào xoáy nước "Maelstrom" và số phận của Nautilus và thuyền trưởng Nemo vẫn còn là bí ẩn.

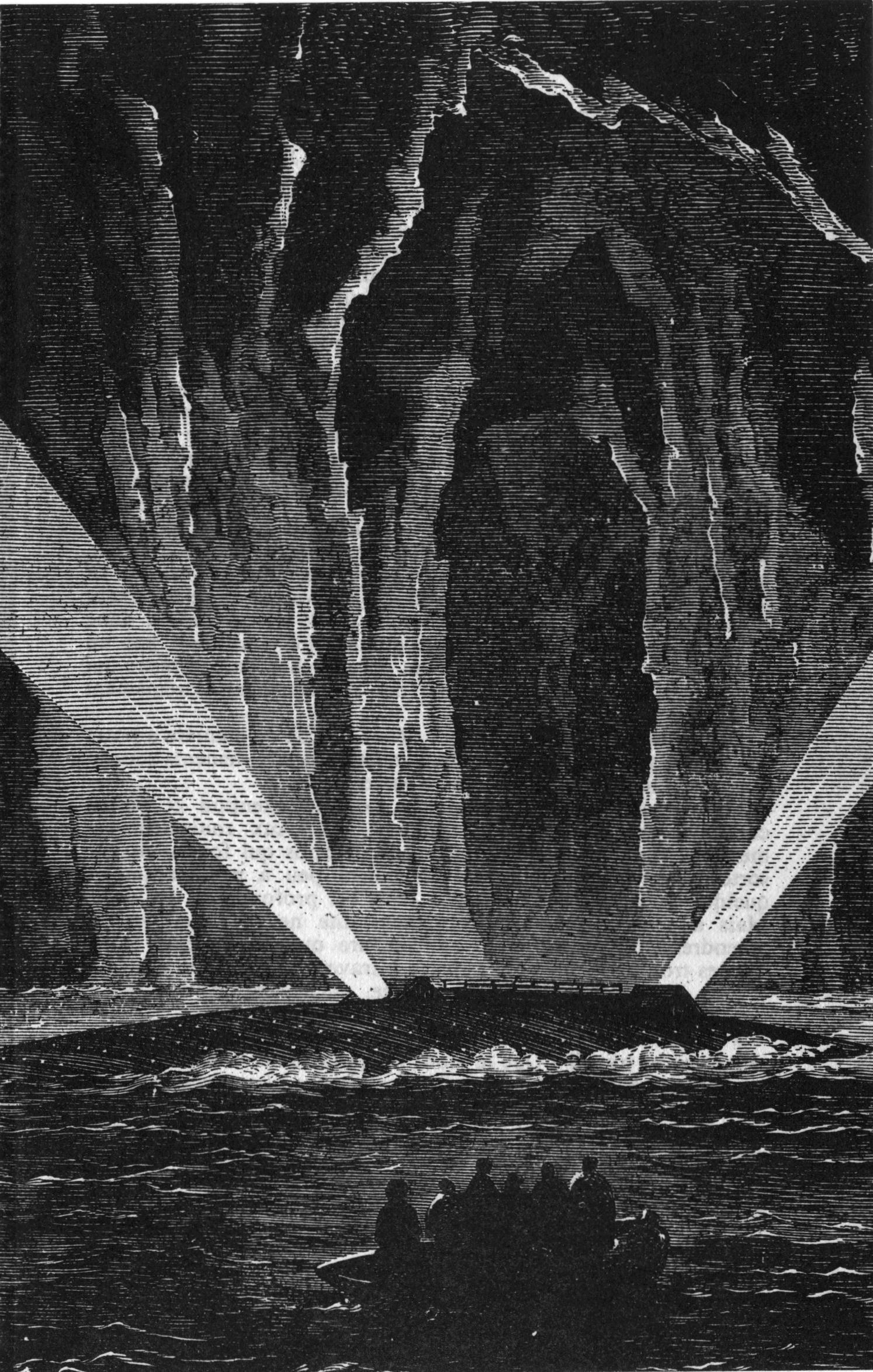
Nautilus, minh họa trong Hòn đảo bí mật

Trong Hòn đảo bí mật có nhắc việc giáo sư Aronnax sau khi quay lại với thế giới đã viết một cuốn sách về thuyền trưởng Nemo và con tàu nên kĩ sư Smith đã biết đến sự tồn tại của họ. Nemo đã kể lại sau khi nhóm người giáo sư Aronnax trốn thoát, con tàu vẫn an toàn và chu du thêm nhiều nơi khác, Khi thủy thủ đoàn trên tàu Nautilus đã chết hết cả chỉ còn thuyền trưởng Nemo, lúc ấy đã ở độ tuổi 60, đã cho tàu ngầm đậu ở một hang ngầm dưới đảo Lincoln và ở đây 6 năm. Khi nhóm của kỹ sư Smith lưu lạc đến đây, Nemo định sẽ dời đi nhưng do ảnh hưởng của hoạt động núi lửa mà tàu ngầm Nautilus đã bị kẹt lại. Ông bắt đầu theo dõi và giúp đỡ họ trong bí mật. Lúc sắp chết, ông đã liên hệ với nhóm người trên đảo Lincoln, nói cho họ biết thân thế của mình và nhờ họ, sau khi mình chết, giúp ông nhấn chìm con tàu để ông cùng con tàu chìm xuống vĩnh viễn dưới lòng biển.

## Xuất hiện trong các tác phẩm khác
Ngoài những lần xuất hiện trong Hai vạn dặm dưới biển và Hòn đảo bí ẩn, Nautilus và Thuyền trưởng Nemo đã xuất hiện trong nhiều tác phẩm khác.
Trong bộ phim chuyển thể từ cuốn Hai vạn dặm dưới biển năm 1954 và trong Sự trở lại của thuyền trưởng Nemo, có ý kiến cho rằng Nautilus được cung cấp năng lượng từ năng lượng hạt nhân (do chính Nemo khám phá ra), và Nemo sử dụng năng lượng tương tự để phá hủy Vulcania, hòn đảo căn cứ của Nautilus.
Trong bộ phim năm 1969 Thuyền trưởng Nemo và Thành phố dưới nước, Nautilus và tàu chị em của nó là Nautilus II được miêu tả là những con tàu giống như cá đuối được trang bị máy móc.
Trong Captain Nemo: The Fantastic History of a Dark Genius của Kevin J. Anderson, Nautilus xuất hiện như một chiếc tàu ngầm thực sự, có hình dáng giống như điếu xì gà trong tiểu thuyết, do Nemo chế tạo cho Đế chế Ottoman.
Trong The League of Extraordinary Gentlemen của Stephen Norrington, "Nautilus" xuất hiện như một chiếc tàu ngầm thực sự có màu trắng bạc.

## Hình ảnh

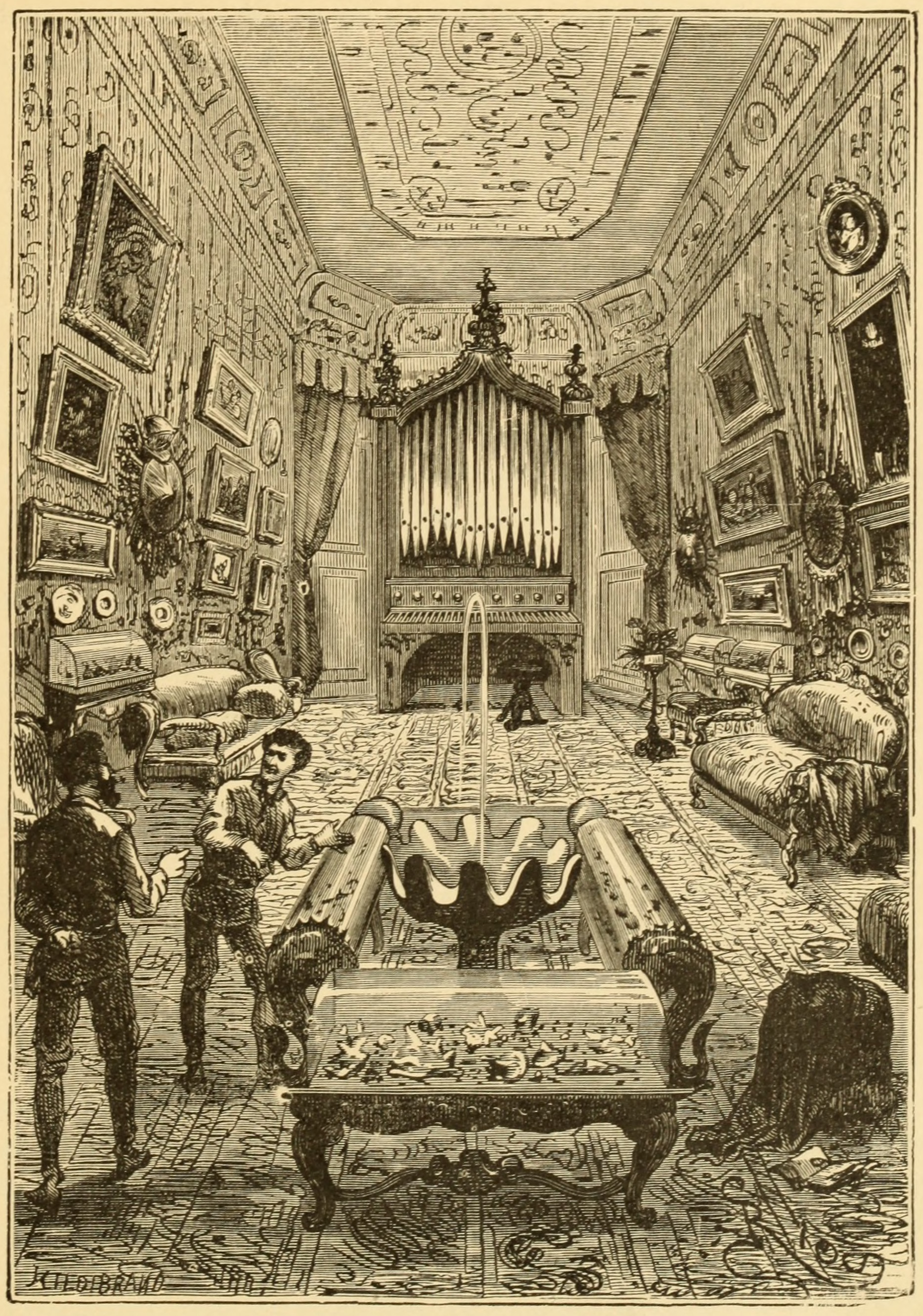
Phòng khách của Nautilus.
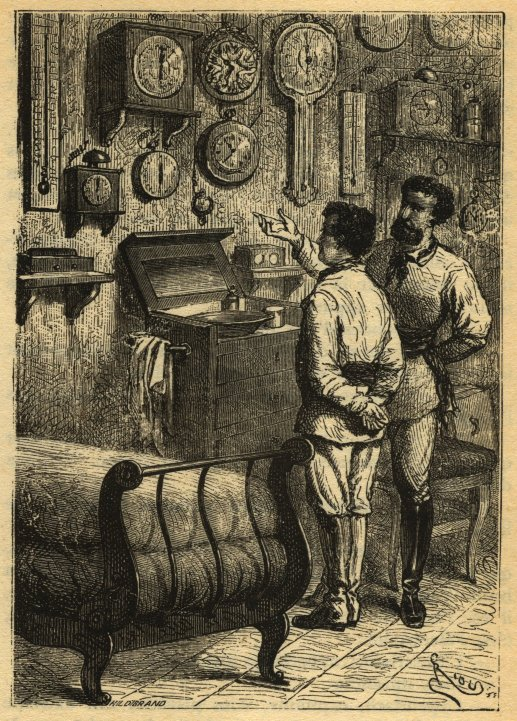
Phòng của thuyền trưởng Nemo trong Nautilus.
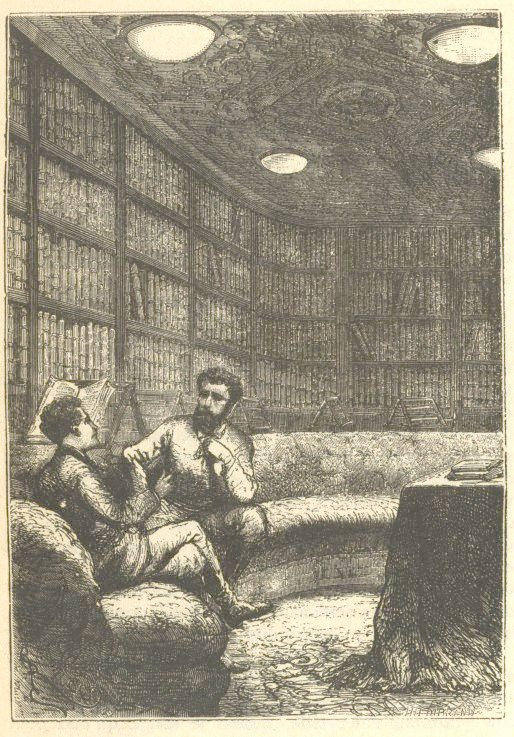
Thư viện trên Nautilus.
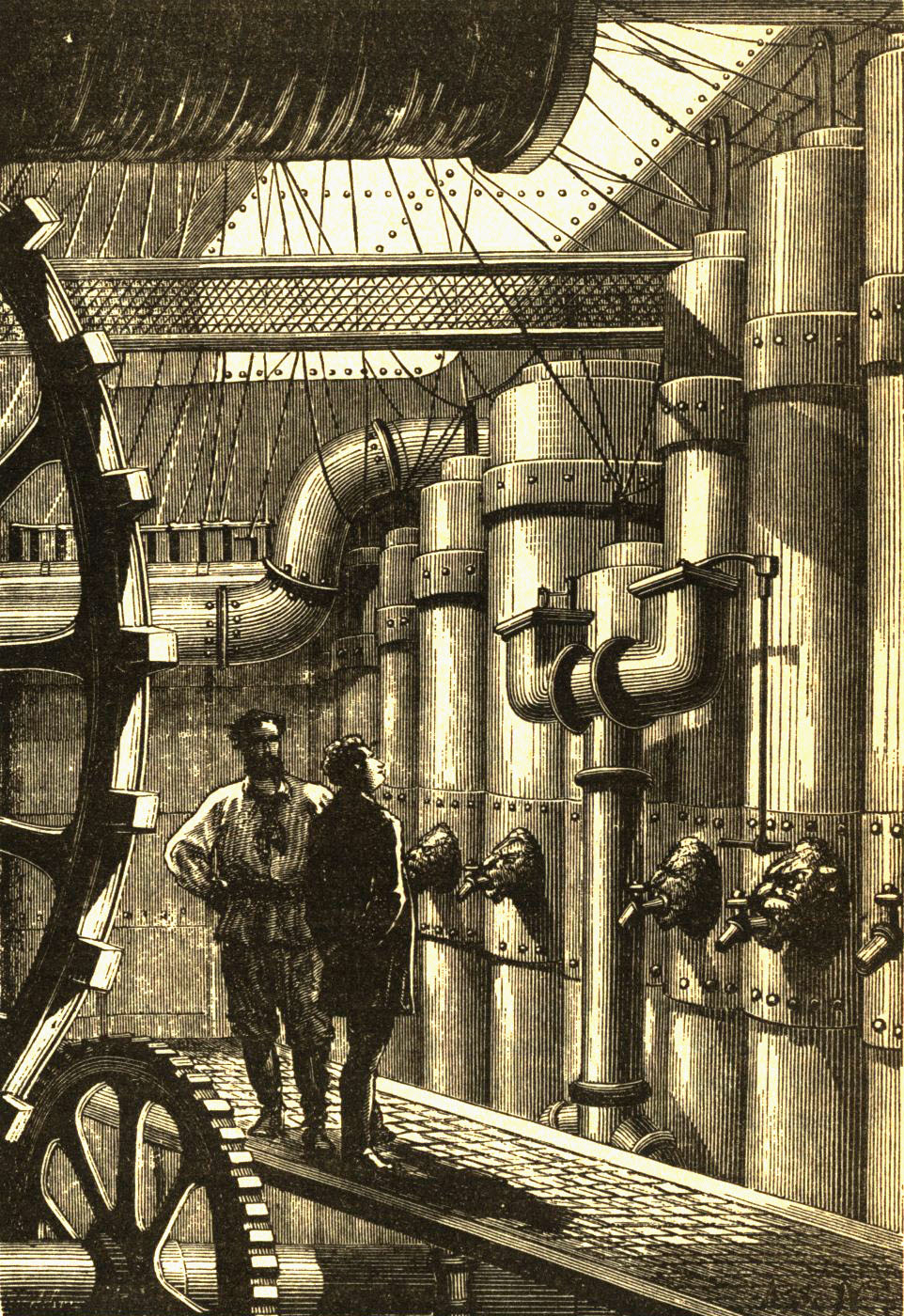
Phòng máy của Nautilus.
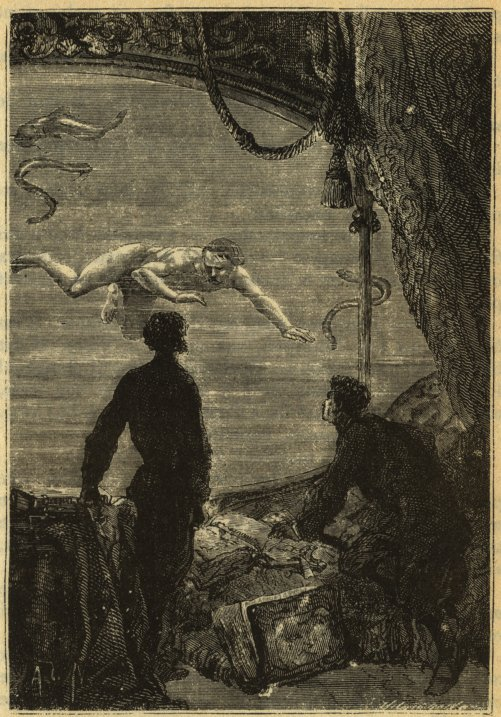
Cửa sổ chính của Nautilus.
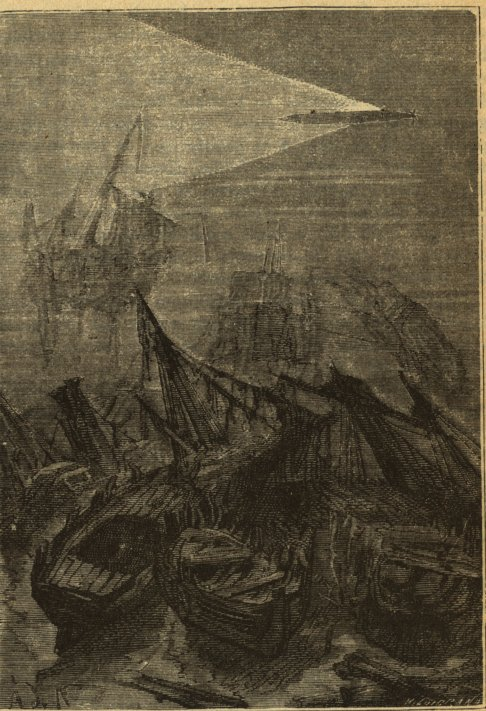
Đèn chiếu sáng của Nautilus
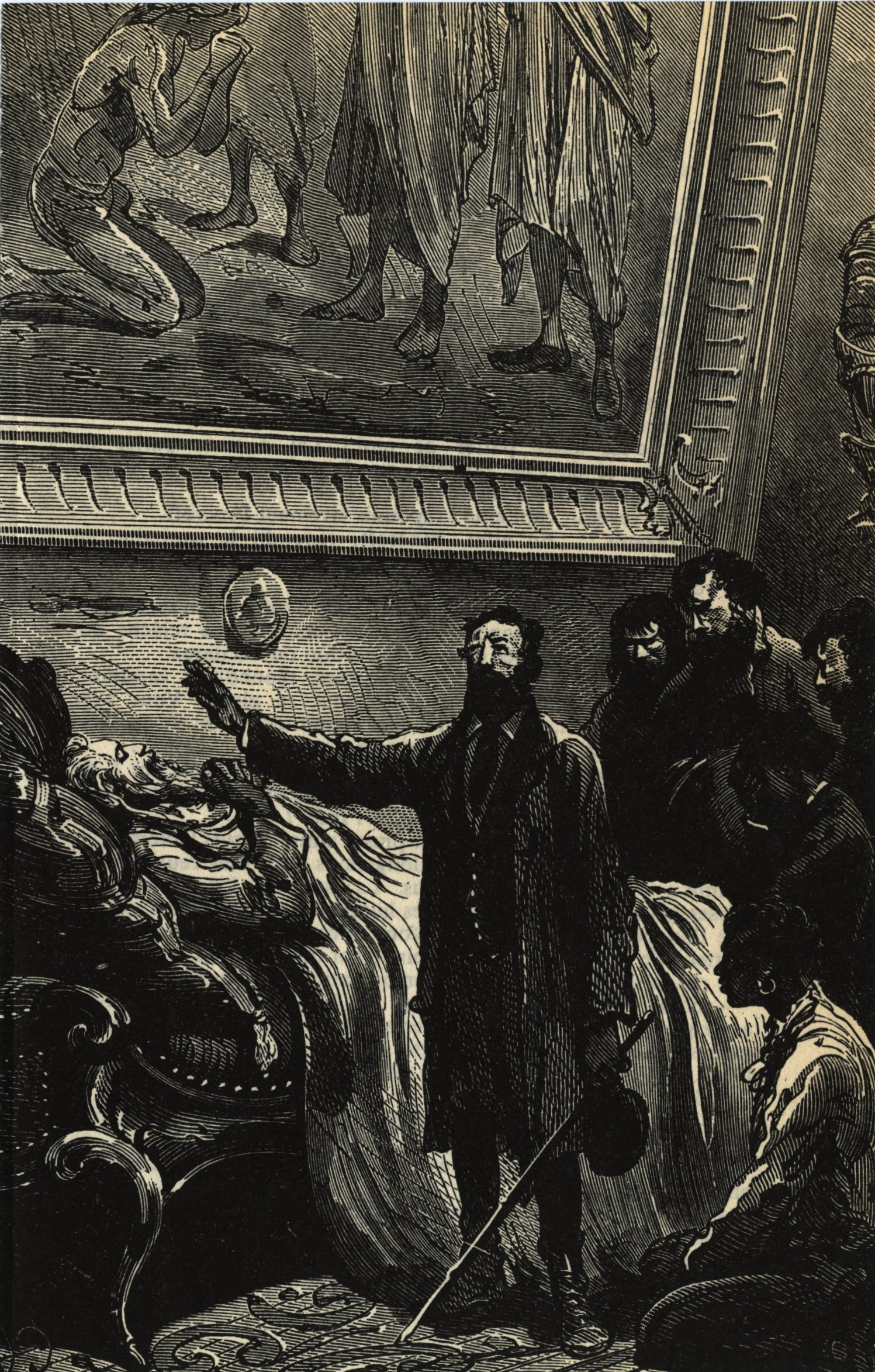
Thuyền trưởng Nemo trong lúc hấp hối trên tàu Nautilus